# Fellhorn (Allgäuer Alpen)
Das Fellhorn ist ein 2037 m ü. NHN (nach österreichischer Vermessung: 2038 m ü. A.) hoher Berg in den Allgäuer Alpen bei Oberstdorf. Sein Gipfel liegt auf der österreichisch-deutschen Grenze zwischen Kleinwalsertal und Stillachtal. Es zählt zu den Blumenbergen der Allgäuer Alpen und ist für seine großen Alpenrosenfelder bekannt.

## Erschließung
Seit 1972 führt eine Kabinenbahn, die Fellhornbahn, vom Stillachtal auf den Berg. Die Bergstation liegt auf 1967 m Höhe. Es besteht ein Liftverbund zur Kanzelwandbahn. Das grenzüberschreitende Skigebiet Fellhorn/Kanzelwand verfügt über insgesamt 24 Pistenkilometer und 14 Liftanlagen.

## Bilder

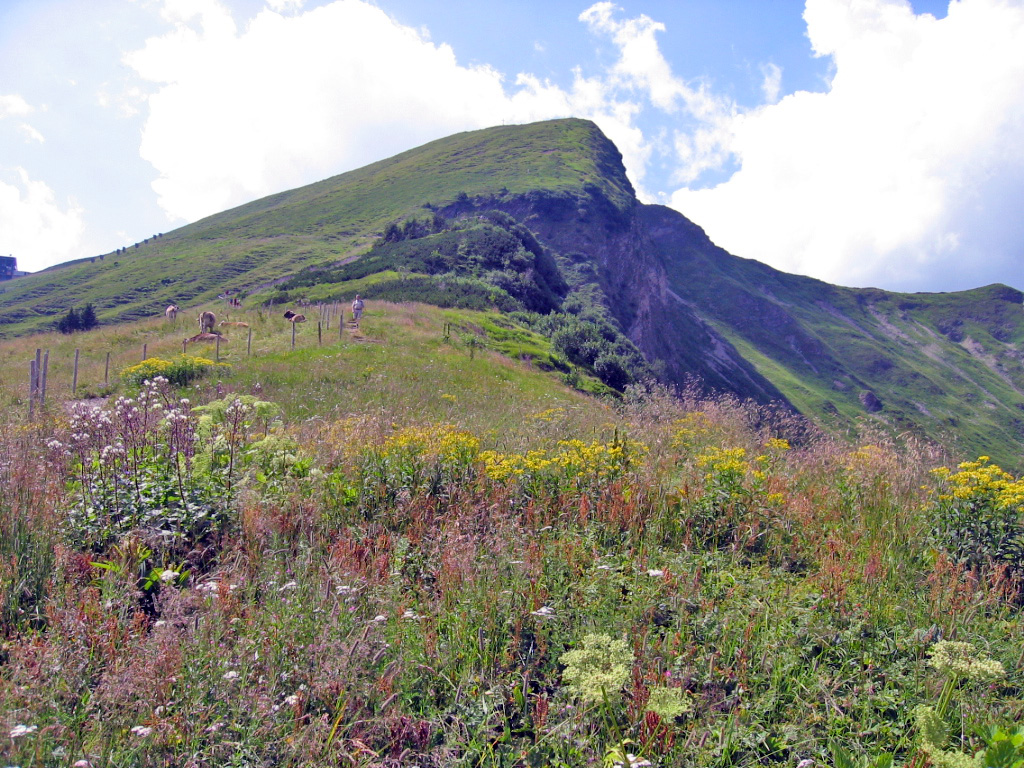
Gipfel von Osten
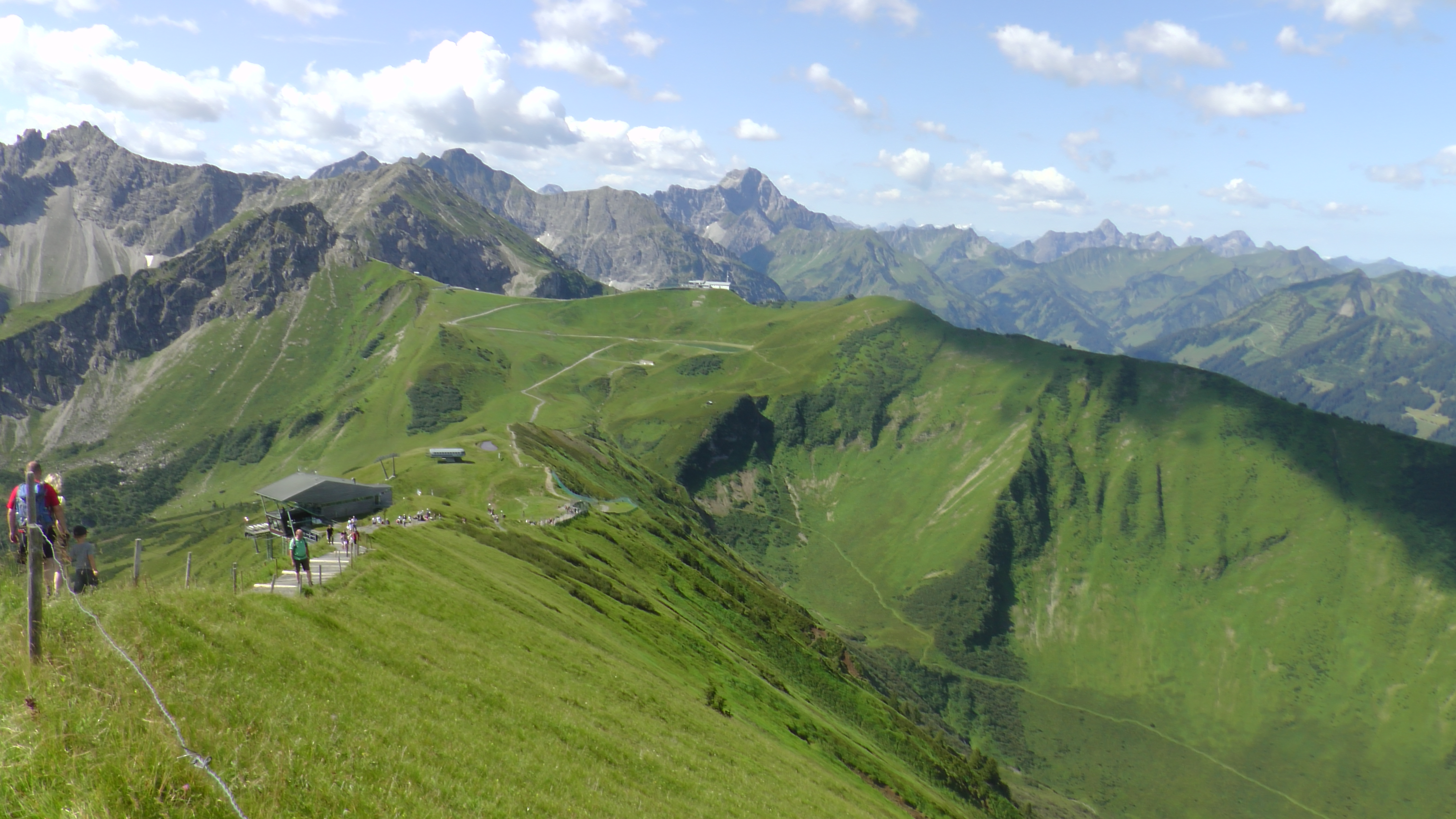
Ausblick nach Südwest